# Roser Matheu i Sadó
Roser Matheu i Sadó (Barcelona, 12 de mayo de 1892-24 de diciembre de 1985) fue una poeta, escritora, investigadora y pintora española.

## Trayectoria
Fue hija de Joaquima Sadó y del poeta y editor Francesc Matheu. Estudió en el Instituto de Cultura y Biblioteca Popular de la Mujer de Barcelona. Desde muy joven, empezó a escribir y colaborar en diversas publicaciones periódicas como Claror, Marinada, De tots colors, Feminal, La Publicitat, La Veu de Catalunya, El Dia y La Dona Catalana, entre otras.
En poesía, ganó varios premios literarios: en 1923 en Sarriá (Barcelona) y en 1932 la Flor Natural en los Juegos Florales de Barcelona. Publicó su primer poemario La carena en 1933, aunque anteriormente ya había publicado Poesies en Lectura Popular en 1918. Más tarde, continuó publicando obras poéticas como Cançons de setembre (1936), Poemes a la filla (1949) y Poema de la fam (1952). Varias recopilaciones poéticas y trabajos de investigación permanecieron inéditos. Otros se incorporaron en Miscel·lània poètica (1982).
Como investigadora trabajó en la biografía de su padre, y publicó el libro Vida i obra de Francesc Matheu en 1971. También retrató a la escritora Dolors Monserdà, la botánica Montserrat Garriga, la pedagoga Francesca Bonnemaison y la compositora Palmira Jaquetti en el libro Quatre dones catalanes en 1972. Publicó con varios colaboradores la primera antología de poesía femenina en catalán, que abarca desde la Edad Media hasta 1975 (Les cinc branques: poesia femenina catalana, 1975). Se interesó por Roser de Maig, sobre el que desarrolló una extensa investigación que nunca llegó a publicar.
Como pintora, participó en la Exposició d'Art en el Palacio de Bellas Artes de Barcelona de 1920, que organizaba la Junta Municipal de Exposiciones de Barcelona.
En 1921, se casó con el ingeniero, arqueólogo y compositor Antoni Gallardo i Garriga. A partir de entonces, comenzó a firmar como Roser Matheu de Gallardo. Junto a su marido recuperó canciones populares y las difundió en varias conferencias. Sobre su marido escribió Notes biogràfiques d'Antoni Gallardo i Garriga (1962).

## Fondo personal
El fondo personal de Matheu, que incluye textos publicados e inéditos, correspondencia y una importante colección de partituras, se conserva en la Biblioteca de Cataluña. En el Archivo Histórico de la Ciudad de Barcelona también se custodian textos inéditos, así como documentación notarial. En el Archivo Fotográfico de Barcelona se conserva un álbum con un reportaje gráfico de las instalaciones y las actividades que se realizaban en La Academia Femenina del Hogar de Barcelona, así como retratos de personajes del mundo de la literatura que recogen momentos puntales: un viaje de Àngel Guimerà y sus amigos al Monasterio de Santes Creus o los Juegos Florales de Montserrat.  
La documentación personal que se conserva en el Archivo Histórico de la Ciudad de Barcelona consta de 140 documentos, de los cuales 127 están relacionados con la familia Matheu y sólo 13 corresponden estrictamente a la autora. Bajo el epígrafe Antecedents familiars se encuentran principalmente los documentos notariales, pero también eclesiásticos, de crédito o de compraventa, entre otros, de los antepasados de Matheu, con un marco cronológico que abarca desde 1818 hasta 1911. La segunda parte, que incluye los textos inéditos de la escritora, reúne un conjunto de 13 títulos correspondientes al mismo número de obras poéticas inéditas (salvo "Malena", esbozo de un poema). Este fondo ingresó en el Archivo Histórico de la Ciudad de Barcelona el 22 de diciembre de 1981.

## Reconocimientos
En 2020, Matheu fue incluida en el proyecto de la Subdirección General de Archivos Estatales titulado "Mujeres Investigadoras en los Archivos Estatales (1900-1970)", y que se encuentra en el Portal de Archivos Españoles (PARES). Esta iniciativa fue impulsada por el Ministerio de Cultura con el objetivo es reconocer y poner en valor las contribuciones de aquellas mujeres que desarrollaron investigaciones en los diferentes archivos estatales a principios del siglo XX.

## Obra

### Poesías presentadas en los Juegos Florales de Barcelona
- De la altura, 1920
- Del meu fill, 1924
- El brollador, 1926
- Les ombres, 1928
- Estances a sant Josep, 1930
- Tríptic de la cançó, 1930
- Figures del camí, 1932, premio de la Flor Natural
- Sonets de dolor, 1932
- Amoroses, 1932
- Balades, 1934
- Murmuradors, 1934
- A Barcelona, 1934

### Poesías publicadas[8]
- Poesies (Barcelona: Lectura popular: biblioteca d'autors catalans, Ilustració Catalana, 1921).
- La Carena (Barcelona: Publicacions de La Revista, 119, La Revista, 1933).
- Cançons de setembre (Barcelona: Publicacions de La Revista, 138, La Revista, 1936).
- Poemes a la filla (Barcelona: Col·lecció Torrell de Reus, Arca, 1949).
- Poema de la fam (Barcelona: Publicacions de La Revista, Segona sèrie, 9, Barcino, 1952).
- Poesies [Pròleg de Pere Bohigas] (Barcelona: Fundació Salvador Vives Casajuana, 1982).

### Ensayo[8]
- El Nimbre florit: conferència en homenatge a Maria Ponsà donada al local social el 30 de març de 1953 (Barcelona, Amics dels Jardins, 1953).
- Vida i obra de Francesc Matheu (Barcelona: Fundació Salvador Vives Casajuana, 1971).
- «Introducció» (dins Dolors Monserdà, La Fabricanta [4a ed.]. Barcelona: Biblioteca Selecta 461, Selecta, 1972).
- Quatre dones catalanes (Barcelona: Publicacions de la Fundació Salvador Vives Casajuana; 18, Cochs, 1972).

### Composiciones musicales
- El camí. Acompañamiento de Lluís Maria Millet.
- Non-non. Letra y música: Roser. Matheu; armonización: Jaume Portet Roma.
- Tinc Tinc: cançó amb gestos. Letra y música: Roser Matheu; armonización: Jaume Portet Roma.